# روي هينريتش
روي هينريتش (بالإنجليزية: Roy Heinrich)‏ هو ملحن ومغن مؤلف وكاتب أغاني أمريكي، ولد في 31 يوليو 1953.